# Mußbacher Baggerweiher
Der Mußbacher Baggerweiher ist ein See in Neustadt an der Weinstraße.

## Lage
Der See befindet sich im Osten der Gemarkung der kreisfreien Stadt Neustadt an der Weinstraße. Er gehört zum Ortsbezirk Mußbach, der bis 1969 eine selbständige Gemeinde war. Fast unmittelbar südlich verläuft die Bahnstrecke Mannheim–Saarbrücken und westlich die Bundesautobahn 65.

## Geschichte
Der Mußbacher Baggerweiher entstand im Zeitraum von 1978 bis 1984 zur Gewinnung von Kies für die nahe Bundesautobahn 65, die damals in Bau war. Er wurde 1989 samt seines näheren Uferbereichs als Naturschutzgebiet ausgewiesen. Es ist insgesamt 20,53 Hektar groß und trägt die Kennnugsnummern 7316-108 sowie die WDPA-ID 164740. Obwohl deshalb ein Badeverbot existiert, wird dies gelegentlich missachtet. Schutzzweck ist unter anderem die Tatsache, dass seine Umgebung ein „vielfältiges Mosaik unterschiedlicher Biotoptypen“ darstelle. Bedingt durch den sinkenden Wasserspiegel haben sich im Weiher vereinzelt Inseln gebildet.